# Thermote & Vanhalst
Thermote & Vanhalst (TVH) er belgisk multinational forhandler af reservedele og maskindele til industri- og jordbrugsmaskiner. De har ca. 6.000 ansatte og hovedkvarter i Waregem.

## Historie
Thermote & Vanhalst blev etableret i 1969 af Paul Thermote og Paul Vanhalst.
I 2021 blev TVH Group delt i TVH Parts og Mateco Holding.